# L'Écarlate
Pour les articles homonymes, voir Écarlate (homonymie).
L’Écarlate est une maison d'édition française créée à Orléans par Jérôme Martin, petit-fils de Jean Zay.
C'est la marque de la Société d'Éditions du Centre.

## Historique
Les éditions L’Écarlate ont démarré en 1993 par la publication du Dictionnaire critique de Georges Bataille. Elles sont diffusées et distribuées par la librairie Les Temps modernes d'Orléans. En coédition depuis 2003 avec L'Harmattan L’Écarlate est aujourd'hui en diffusion-distribution au sein de la même structure. L’Écarlate publie principalement des livres de littérature, des essais, sur l'érotisme et la musique.

## Catalogue
- Georges Bataille, Le Dictionnaire critique, note de Bernard Noël, 1993  (ISBN 2910142000)
- Bernard Noël, L'Espace du désir, 1995  (ISBN 2910142019)
- Jean Zay, Chroniques du grenier, 1995  (ISBN 2910142027) ; nouvelle éd. 2016  (ISBN 9782910142124)
- Brigitte Fontaine, La Limonade bleue, 1997  (ISBN 2910142035)
- Alain Marc, Écrire le cri, Sade, Bataille, Maïakovski…, préface de Pierre Bourgeade, 2000  (ISBN 9782910142049)

Livres parus en coédition avec L'Harmattan
- Ákos Kertész, Le Prix de l'honnêteté, roman, traduit du hongrois par Georges Kassai et Gilles Bellamy, 2004
- Pierre Jourde (dir), La Voix de Valère Novarina, actes du colloque de Valence, 2005
- Pierre Mikaïloff, Some clichés, une enquête sur la disparition du rock'n'roll, 2006
- Maria Pierrakos, La Femme du peintre ou du bon usage du masochisme, 2007
- Ákos Kertész, Makra, roman, traduit du hongrois par Georges Kassai et Gilles Bellamy, 2007
- François Baschet, Mémoires sonores, préface de Yehudi Menuhin, 2007
- Dominique Agostini, La Petite fille qui cachait les tours, roman, préface de Vincent Ravalec, 2008
- Marielle Magliozzi, Art brut, Architectures marginales, Un art du bricolage, essai, 2008
- Louis Chrétiennot, Le Chant des moteurs, Du bruit en musique, essai, 2008
- Jean-François Jacq, Bijou, Vie, mort et résurrection d'un groupe passion, présentation de Christian Eudeline, 2014[2]

Livres parus en diffusion-distribution L'Harmattan
- François Audouy, Brighton Rock(s), nouvelles, 2011
- Jean-Patrice Roux, Énigmatique bestiaire, poésie, préface de Jacques Darras, 2011
- Jean-Christophe Dollé, Abilifaïe Léponaix, théâtre, 2011[3]
- Guy Dubois, La Conquête de l'Ouest en chanson, Chants de soldats, hors-la-loi, chercheurs d'or et fermiers américains, 1840-1910, essai, 2011
- Jean-Paul Török, André Breton ou la hantise de l'absolu, essai, 2011
- André Németh (hu)[4], La Commune de Paris, traduit du hongrois par Georges Kassai et Gilles Bellamy, 2011
- Marianne Le Morvan, Berthe Weill, 1865-1951, La Petite galeriste des grands artistes, essai, 2011
- Jean-Christophe Dollé, Blue.fr, théâtre, 2012
- Joinul[5], Dingoraminoir, Roman rebelle, préface inédite de Roger Gentis, 2012[6]
- Frédéric Aribit, André Breton, Georges Bataille, le Vif du sujet, essai, 2012[7]
- Jean-François Jacq, Le Soleil noir du rock français, Olivier Caudron, de Lili Drop à Olive, présentation de Philippe Manœuvre, biographie, 2012[8]
- Thierry Marignac, Des chansons pour les sirènes, Essenine, Tchoudakov, Medvedeva, Saltimbanques russes du XXe siècle (avec la collaboration de Kira Sapguir), bilingue russe/français, trad. Thierry Marignac, postface Daniel Mallerin, 2012[9]
- Matteo Collura, Leonardo Sciascia, traduit de l'italien par Joseph Donato, biographie, 2012[10]
- Véra Gandelman Terekhov, Jeu d'échecs : littérature et mondes possibles, Perec, Nabokov, Zweig, Lewis Carroll..., essai, 2013
- Jean-Michel Esperet, Le dernier come-back de Vince Taylor, roman, 2013[11]
- Brigitte Brami, Miracle de Jean Genet, essai, 2015
- Jacques Lebeau, Laurent Tailhade dans la tourmente de l'anarchie, récit, 2015
- Bernard Boller, Bataillons de typographes (1870-1871), De la casse au fusil, préface de Romain Altmann, postface de Daniel Légerot, essai, 2015[12]
- Jean-Christophe Dollé, e-Génér@tion, théâtre, 2015
- Jacques Richard, Le Cinéma libertaire et libertin, entretiens, 2015

Ainsi que d'autres.
Période actuelle
- Élizabeth Herrgott, L'Effervescence des sens, 2017  (ISBN 9782910142131)